# Hotelul Poesis

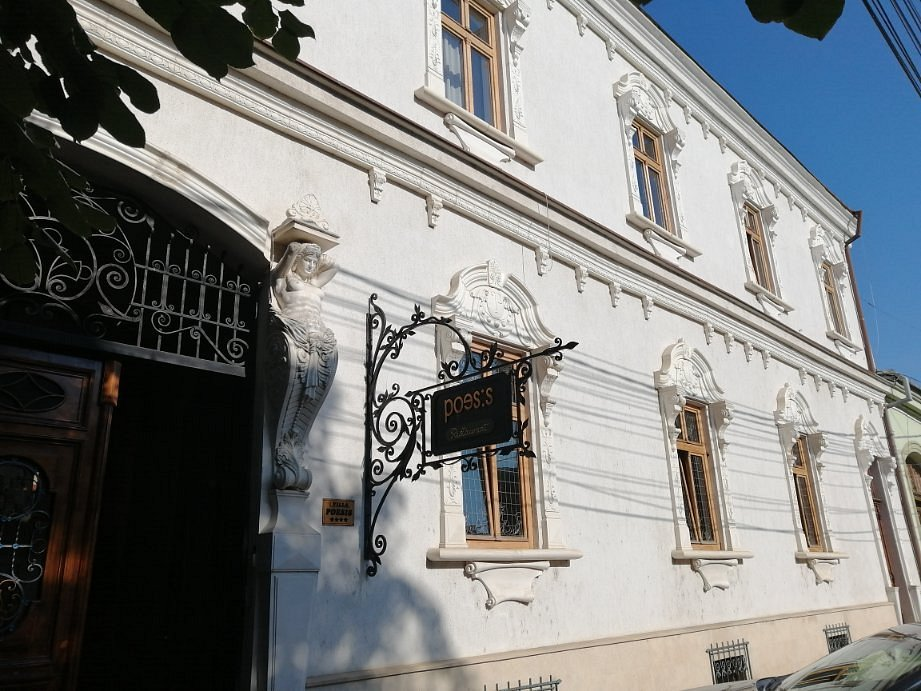
Hotel Poesis

Hotel Poesis este un hotel de patru stele situat în municipiul Satu Mare, România. Clădirea în care funcționează hotelul este o construcție istorică din secolul al XIX-lea, aflată în centrul orașului.

## Istoric
- Strada pe care este situat hotelul,a purtat numele Lajos Kossuth, o figură centrală a revoluției maghiare din 1848, reflectând influența maghiară puternică în zona Sătmarului, care a fost parte a Austro-Ungariei până în 1918.
- După Marea Unire din 1918 și schimbările de după al Doilea Război Mondial, denumirile stradale s-au schimbat treptat pentru a reflecta realitatea politică și culturală românească.
- În 2010, în cadrul unui proces de redenumire și armonizare a nomenclatorului stradal, strada a primit numele actual de Mircea cel Bătrân, domnitor important al Țării Românești, simbol al identității naționale românești.
- În timpul lucrărilor din anii ’60, când s-au montat conductele de apă pe această stradă, au fost găsite vestigii arheologice – morminte și monumente funerare – care atestă o locuire veche și continuitate istorică în această zonă centrală a orașului.

Imobilul a fost construit în a doua jumătate a secolului al XIX-lea, având inițial destinația de reședință privată. În perioada postbelică, clădirea a trecut prin mai multe transformări, iar în anii 2000 a fost restaurată și adaptată pentru a funcționa ca hotel, păstrând elemente originale de arhitectură.

## Arhitectură
Clădirea are un stil baroc, cu interioare rustice din piatră. Fațada este decorată cu elemente arhitecturale ornamentale, iar interiorul păstrează detalii precum tavane înalte, vitralii și mobilier în stil clasic.

## Facilități
Hotelul oferă camere și apartamente mobilate clasic, un restaurant cu specific internațional și românesc, sală de conferințe, terasă de vară și parcare privată. Hotelul este dotat cu acces Wi-Fi gratuit și climatizare.

## Amplasare
Hotelul este amplasat în centrul municipiului Satu Mare, în apropierea unor obiective importante precum Turnul Pompierilor, Catedrala romano-catolică și Parcul Central.